# 安平事件
安平事件是1946年7月26日，河北省香河县安平镇发生的中共冀东八路军与美国海军陆战队駐天津部隊交火事件，双方各有伤亡。

## 背景
1945年10月25日上午，美军一部伙同国军一部，乘美军汽车，闯入山海关共军阵地。被击毙美军1名，击伤2名，俘虏4名。12月4日，驻秦皇岛美军炮击解放区村镇。
1946年7月13日，驻秦皇岛留守营美国海军第7舰队第1分队黑尔登等7名士兵，携自动步枪6支，分乘2辆汽车，侵入西河南村（今属抚宁县）夺占窖藏冰块，向制止的村民开枪射击。八路军冀东军区第16军分区部队闻讯后，立即赶赴现场，解除7名美军的武装，并将其扣留，此即“西河南事件”。
1946年7月14日，驻秦皇岛美军以寻找“失踪”的7名士兵为由，派出150人海军陆战队在4架飞机配合下，攻入留守营东南解放区15公里。1946年7月15日，又有50名美军乘两艘汽艇在昌黎县赤洋口附近海岸登陆，尔后在飞机掩护下，攻入昌黎县城东南解放区15公里。此为“昌黎事件”。
1946年7月24日，军事调处执行部特别小组到昌黎县赤崖村与冀东军区第16军分区谈判。美方被迫认错并道歉，军保证不再发生类似事件后，第16军分区将扣留的7名美军士兵释放。
7月25日，冀东第十四军分区进抵安平一带的部队，专门召集民众，举行抗议美军干涉中国内政的群众大会。
1946年7月31日《中央日报》第2版刊出社论《小沙河事件的本质》：“今春以来，（共军）射击美机美舰拘留美人袭击少数美军之事已报不绝书”。

## 事件经过

### 共方观点
1946年7月29日当天，八路军冀东军区司令员詹才芳、政委李楚离、副司令员毕占云联名《关于美顽进攻我五三团致中央军委并转执行部电》：

七月廿九日十二时半，由天津出来之顽美各七十余，乘汽车到我安平镇一带扫荡抢粮，当即发觉我通县大队，该敌以猛烈火力向我射击，并将该大队驻地侵占，后又向我七支队五连驻地攻击。我伤七亡一，当即自卫，对该顽美军以严重杀伤，美伤十亡廿九，顽伤六亡四，缴自动步枪二，汽车二，美小型电台一，打坏汽车六。对峙至下午四时，天津又来汽车十辆，步兵三百余，飞机四，炮三助战，我即撤出安平。在战斗中才发觉有美军。

7月29日，冀热辽军区司令员萧克和副司令员程世才（此时程世才任辽东军区司令员兼东野三纵司令员，此处应为冀热辽军区政委程子华）电文：
七月廿九日中午，香河县西南之安平镇地区有我驻大小沙河之通州大队突受由天津方面用十七辆军用车开来之美军约六十余名攻击，同时有政府军八十余人参加作战。首先向我通州大队以猛烈火力进攻该大队阵地，占领后继续向我五十三团第五连驻地攻击。激战至午后四时许，美军三百余人，携炮三门，乘军车十三辆，配合飞机四架，由天津方向前来增援。我为避免事态扩大，主动撤出战斗。此次战斗结果双方均有伤亡，美军死伤二十名，顽军死伤十余。
7月31日中共中央电令军调部的叶剑英等立即向美方提出抗议（《中共中央关于向美方提出抗议冀东事件的指示》），一方面电令冀东军区务必立即进驻与美军冲突地点，以利调查取证和向美顽抗议与交涉(《中共中央关于与美军冲突撤退地点应即进驻给詹李并叶李电》)。 
8月2日，南京中共代表团发言人公开发表谈话，说明他们了解到的情况：“（一）中共军确曾与美军发生冲突，并双方均有死伤。（二）安平在中共解放区内，并为驻兵区。（三）与中共军队冲突之美军，乃一武装巡逻队。中共代表周恩来已电平执行部中共代表叶剑英，要求派遣执行小组赴出事地点调查，以确定责任。”
8月4日，国军第92军（从湖南调来）出动两个师五个团进攻香河县。冀东第十四军分区司令员曾雍雅部署第53团主力在团长李梅溪率领下防守中路的王家摆（今属安平镇北运河西），第53团副团长彭光率2个连增援通县县大队防守北面的西集，南面的红庙渡口（今属钳屯乡青龙湾河东）由香河县大队与民兵掩护。至8月6日上午，在中线的王家摆打退了敌两个团的十数次进攻；8月6日下午敌停止了在此处进攻。曾雍雅判断敌在中线不能突破，转兵进攻南侧，立即抽调第53团预备队1个连与军分区特务连增援红庙，正赶上敌426团支援425团抢渡青龙湾河。冀东军区支援的第29团与第59团第3营赶到香河县后，第十四军分区指挥下又打了起河屯包围战、茅草店攻击战、百家湾歼灭战，直至安平事件调处停火。九十二军五十六师、一四二师、二十一师共2万余人,采取中间突破,两翼配合的战术,向香河县城发起攻击。9月5日，按上级部署，第十四军分区撤出香河县，撤往盘山，结束了历时35天的香河保卫战，累积歼敌1300人。
1946年8月6日詹才芳、毕占云《詹毕关于安事事件情形致中央电》称：“安平在日本投降后即被我解放，今年五月二十六日曾一度被伪香河保安队侵占，六月三日即收复，后即有我军部队及地方政权人员驻扎。安平有平津公路通过该处，我设有检查站，美军美商时常通过，有几次向我无理射击。这次冲突确系美顽向我攻击，并占我通县大队防地，继向我五三团五连攻击（安平西南公路上），我即起自卫。此冲突确有顽军参加，我们缴有马四匹，步枪一支，我方伤十五，亡四。”
8月10日，冀东军区司令员詹才芳、政委李楚离根据十四军分区的报告，发出《詹李关于安平事件调查致中央电》，订正了此前的说法：

　　我驻香河之第五十三团五连，由该团参谋长【实际为副团长】彭光率领，于七月二十六日进到王家板【摆】一带，二十八日与马头出扰之敌二百余在大曹庄大柳树一带激战。二十九日一个排（约三十余人）于十一时将由河西务开来一商人汽车挡住，据称后边有美军汽车十余辆，满载弹药。此时适遇通县游击队长【实际为回民连长】马子聪率领通县大队二排（三五十人），游击队十余人，及区级干部二十余人过平津公路以西去坚持工作，到达安平。彭、马乃商量伏击开来汽车。五三团一个排位于安平南约三公里之汽车站附近，通县大队一个排（三十余人）位于汽车站南半里多之西侧田野，并以大车二辆放置汽车站附近之公路上拦路。十一时由河西务方向来汽车十七辆（车上无美军旗帜标记）至拦路大车时，发现我部队，先行开枪，向我射击，我还击，被我通县大队击退，我五三团部队向前冲去，缴获汽车二。对峙四小时后，由天津北平各开来汽车二十余辆，载美顽军各二百余人，并由北平飞来四架飞机助战。此时我即退出战斗……伤十八，亡六，缴获装有无线电台之吉普车一辆，大吉普一辆，重自动步枪两支，轻自动步枪两支，七九马步枪一支，美国子弹五百余发，钢盔一个，估计美方伤卅余人，顽军四十余人。依以上情况判断：（1）实际上顽美系由津向平押送军火或移防，并非向我进攻；（2）内中确有一部顽军；（3）我部队开往安平系为了打击顽军，但闻美军开来时，我即准备谋毁其汽车进行布置，未预料到顽伪（美）兵力多大及战斗力如何。

1946年8月11日《中共中央关于安平事件究系何因务必确实报告致詹毕李电》严令冀东军区要据实查报事件详情。同日《中央对处理安平事件给叶剑英并周恩来的指示》：“美巡逻队武装开入我解放区，既未事先通知我方及车上未悬美旗（这是美方没有否认的），先向我军开枪进攻，事后国美双方将安平地区武装占领……这是对美方不利，对我方有利之处。”“你们应强调上述事实，提出要求国美双方武装立即退出安平地区，并恢复午廿九日以前原状，否则一切调查已由国方摆布，必无公正结果。”同日，中共中央宣传部连同新华社和解放日报社负责人《陆定一、胡乔木、余光生致恩来同志电》，承认对安平事件，因“无任何详细情报，仅据冀东来电发表”，“新华社发表消息时亦未能详细研究，亦未向中央详细报告，遂造成此次之前后不符”的情况；中央明令“各地此后报告军事与外交消息时，特别注重迅速准确，如不能判断绝对准确，必须注明”。
1946年9月9日，军事调处执行部中共代表团在北平举行中外记者招待会，中方委员叶剑英发表了《关于安平事件调查结果的声明》，军调部第二十五特别小组中共代表黄逸峰公布了《军调部第二十五特别小组中共代表关于安平事件的调查报告书》。声明和报告书说：“安平是解放区的一部分，向来为中共军队所控制。7月29日11时许，我地方部队三个游动哨在安平车站票房处，发现一支由天津方面向安平镇开来的武装车队，车上没有任何旗帜标志。我方哨兵一再摇手命其停车，不料，车上士兵突然开火，我方一名哨兵当场牺牲。双方部队交火后，该武装车队的官兵纷纷下车，摆开阵势，向安平镇进攻。我通县大队一个排及五十三团一个排共58人，看到国民党军队又来进攻，乃仓促起而抵抗。缴获一辆美国吉普车，一台美式报话机。当发现一具美军军官尸体时，才知道有美军参加。为了顾全大局，我方驻军指挥员即下令退出战斗，我方伤亡达18人之多。”美、蒋军队并不以我军的忍让为满足，继续调兵遣将，国民党从通县调来两批约300人，美方由天津增援400余人，战斗持续到下午4时，我方被迫退出安平，国民党军队和美国军队占领了该镇。最后叶剑英强调指出，安平的不幸事件，并非美蒋方面所捏造的所谓中共“预谋”的伏击，而是美国海军陆战队在冀东若干地区，不断配合国民党军队向解放区进攻导致的必然结果。针对此种情况，中共方向美方提出四点要求：1.美军应向我正式道歉，并保证不再发生类似事件；2.立即把安平镇交还我方；3.驻华美军全部撤出中国；4.美国政府必须停止向国民党政府和军队提供援助，以维持中美人民之间的传统友谊。
发生冲突地点在日军投降后为冀东八路军控制。1946年5月26日一度被香河保安队进占，6月3日即被冀东八路军第十四军分区部队收复，并有部队及地方政权人员驻扎。安平的平津公路上共方设有检查站。8月1日，中央电令冀东军区务必立即进驻与美军冲突地点，以利调查取证和向美、顽抗议与交涉。
战斗经过为7月29日武装车队先向驻军通县大队开枪，县大队以为是国军又来进攻，遂自卫还击。及至反冲锋缴获吉普车，才发现有美军参战，指挥员立即下令吹号撤退，在撤退中受对方猛烈火力攻击，中共方伤亡达18人之多。下午四时左右，由通县方向开来20多辆卡车载国军两批，由天津方向开来20多辆卡车载美军400余人，4架飞机临空扫射轰炸，向安平进攻。当晚，美军、国军占领安平。参战人员有通县大队回民连连长马子聪率领二排（排长王振东）、香河县三区区长何泽然。
1945年11月由冀东第14分区的“通（县）三（河）香（河）支队”改编为冀东军区第11旅第53团。1946年8月该团调回第14军分区。1947年7月编入冀东独9旅。1947年8月改称东北野战军第九纵队第27师第80团。1948年11月改编为第46军第138师第413团。

### 美方观点
7月26日军调部美方的傅瑞慈少校从北平至天津的行车途中，在安平就已经遭到过十余发步枪子弹的射击。（《调查安平事件》，《大公报》，1946年8月17日，第2版。 ）
7月28日去天津办事的军调部美方的肯尼迪几人开车路过安平镇附近公路时，就已经遭到过一次枪击。但当时他们只有一辆车，公路上没有设置障碍物，加大油门就冲了过去。
7月29日十二时十五分，美国海军陆战队第1师（司令官骆基（Lodge）中将驻天津）第11团在平津公路近安平镇大小沙河村河西务北之田野，与中共部队发生冲突。《美方代表向三委员之工作经过报告》（原件无日期，判断应在8月7日以后至11日之间），《关于安平事件一般备忘录》，影印件，第47—48页。该巡逻队共有官长一人，士兵四十一人，分乘设有无线电通讯装备之吉普车二辆、吉普车一辆、一吨重巡逻卡车二辆、二吨半重货车三辆。该输送队包括军调部指挥车一辆，内坐美陆军官长三人，海军陆战队二吨半卡车六辆，内装食物及军用品，均由美海军陆战队士兵驾驶，及行总卡车一辆，由中国人驾驶。 
车队组成，共计24辆汽车：
- 前卫：吉普车两辆（装备.50口径机关枪一挺、无线电一部）、一吨级的卡车两辆。
- 陆战队巡逻队队长考文（Douglas·A·Cowin）中尉乘坐的吉普车，后跟随巡逻队一吨级的卡车两辆各有数名巡逻队员，配有勃朗宁轻机枪两支和多支M-1型步枪及手枪。
- 陆战队巡逻队副队长弗兰克军士长指挥的巡逻队乘坐六辆两吨半卡车，配有轻机枪一挺、迫击炮一门。卡车内装食物及军用品，均由美海军陆战队士兵驾驶。
- 被护送的联合国善后救济总署物资的中国海关的七辆运输卡车及中国押运人员。以及军调部美方人员乘坐或驾驶的三辆汽车：
  - 傅瑞慈少校（Freese）少校、考奈尔（Connell）中尉、威斯特（West）中士和一中国司机，
  - 美军参谋肯尼迪（Kennedy）中尉、宪兵丢克（I·M·Duke）和一中国司机，战斗发生后由肯尼迪（Kennedy）中尉指挥参战。
  - 一位属于第七特务团的美军少尉
- 后卫：吉普车两辆（装备机关枪一挺和60mm迫击炮一门、无线电一部）、一吨级的卡车两辆。

肇事地点之地形极适于埋伏战。该处公路两旁为深沟，沟外植有甚高之玉蜀黍。公路之西某村庄对面有小树林一片，该村庄之外围有短墙。大小沙河村距公路约为五百米。袭击者预先在树林与村庄之间公路上置放两辆无轮牛车，作为障碍物，村南角则置一机关枪，恰对公路。袭击发生时，前车与后车相距有一公里远。首先是前卫车被公路上两辆无轮牛车所阻，考文中尉下车察看，当即被袭击者投掷过来的手榴弹炸死，瞬间十一枚同样的手榴弹分别飞落在前卫的几辆汽车上下炸开，同时车队左前方树丛中有步枪开火，右前方村庄土墙上亦有机关枪射击，车队前卫的美军死伤严重，几乎失去了抵抗力。迨巡逻队及运输队集中停当，对方火力又从路右三百米处另一丛林及左右两面后翼射来。排长弗兰克军士长（傅兰纳干上士）当即执行指挥官职务，令众人掩蔽于路旁深沟中。因为美军在公路上被切隔成两段，后面的美军和中国司机在肯尼迪中尉的指挥下将车辆集中在一起，以为防护的屏障；肯尼迪中尉设置迫击炮及重机枪阵地，并指挥射击。由于美军暴露在高出庄稼地的裸露的路面上，他们看不到隐藏在有一人多高的玉米地里向他们射击的中国人，因此，他们只能凭借机关枪、自动步枪和迫击炮压制袭击者因射击而暴露的火力点。 双方攻击直至下午四时许，路右丛林中中国部队阵地突鸣号声，火力加强，两分钟之后遂止。不久该村墙上挂出白旗。一陆战队员带同二译员乃试向前进，腿部竟中一枪，此即该役中最后之一发子弹。随后，中国袭击者的一次号声过后，所有的射击完全停止了。意识到战斗终止后，弗兰克马上指挥抢救伤员，并发动车辆，驶离了冲突地点。 
袭击者组织极佳，埋伏亦经事先充分准备。无警告之射击极为猛烈。彼等均着蓝灰色与黄色之制服，亦有着农民服装者。中国袭击者多戴着“日本式的劳动帽”，制服不齐，有着浅褐色者，有着浅灰色者，也有着标准的农民服装者。袭击者最初的攻击极有组织，非常凶狠，但火力较弱，无迫击炮，美军主要的伤亡都是袭击者投掷的手榴弹造成的。全部过程中仅有二人为子弹所伤。（《海军陆战队第一师司令部关于安平事件之报告》，1946年8月；《I?M?丢克关于美海军陆战队护送队在平津公路上被袭之报告》，1946年8月2日；《肯尼迪中尉的报告》，1946年8月；《傅瑞慈少校的报告》，1946年8月，《关于安平事件一般备忘录》，影印件，第28—30、119—120、121—122页。 ）
　　因当日天气情状不佳，联络中断，陆战队司令部得讯甚迟，派出有力巡逻部队及飞机至出事地点搜索时，攻击者已无踪影。当将不能发动之卡车修整，携阵亡官兵尸体前往北平。次日该队及飞机复返该处，但所见者仅一平静之村落，仅有着灰军装扎裹腿之中国人死尸二具。
</blockqutoe>
袭击者火力较弱，无迫击炮，美军大部死伤均系战斗对方突然攻击开始时所掷之手榴弹所炸死或炸伤，全部过程中仅有二人为步枪所伤。
美方调查报告称：“共产党军队伏击美国海军陆战队护送的军调部汽车大队和联合国善后救济总署的物资，结果死海军陆战队死一官长、二士兵，四士兵重伤、八士兵轻伤。另有军官士兵各一人因受袭击汽车失事而受伤，当时并无国民政府军队在场或卷入此事件。”

### 国民政府观点
安平事件发生时，第十一战区司令长官孙连仲闻讯后立饬通县马头镇驻军一营出动支援，尚未到达，美车队已冲过，于当晚抵平。
安平事件发生后，国军九十二军于午卅派出四个团开始攻打冀东军区八路军第十四军分区司令部所在地香河县城。为此，国军代表拒绝军调第25小组前往正在作战中的香河县城听取中共冀东第十四军分区的报告，拒绝共方企图将香河战斗与安平事件混为一谈。
北平行营派十一战区副参谋长高松元、冀东五区专员黄任材、香河县长班长儒等于8月2日晨开始在事发地点实地向附近驻军和当地乡民多方调查，结论为当地大小沙河6月2日前曾有国方香河镇警一中队驻扎，因调防至马头镇西南三华里之石槽驻防，该地未再驻有政府武力。共军第五三团李敏溪（李梅溪）部于7月25日附近村落刚刚召集乡民举行过反美运动大会，27日至28日已发现有封锁交通的活动，29日上午七时许即在平津公路上用破牛车设置障碍，并派兵埋伏于公路两侧。美车队到达时，即发生枪战。
由于6月26日空军第八飞行大队上尉飞行参谋刘善本等驾B-24轰炸机起义投奔延安，并带去一批无线电器材；为此，空军司令周至柔未经上峰授权，擅自指挥空军于8月2日对延安机场进行轰炸。险些误炸在延安机场的军调部美军飞机。

## 事后调处
1946年8月1日军事调处执行部国、共、美三委员郑介民、叶剑英、饶伯森通过《给第二十五小组的指令》，“特命第二十五小组前往调查”安平事件“进攻之部队”和“发令及实施攻击应负责之指挥者及人员”。
军调部三人委员会几经会议，终于在8月7日同意了中共代表的意见，“成立一分组调查共方报告之香河冲突”，并于8月9日成立。8月14日上午，三人委员会又基本上通过了第二十五小组及分组调查程序之协议，并派出一个三方先遣小组前往现场，先遣小组中共代表张蕴钰上校，副代表辛毅少校（电影《停战以后》的编剧，解放后曾任北京市委副秘书长）；国民党代表王其昌上校；美方代表米尼芝少校等。。会议结束后，军调部美方委员饶伯森和中共委员叶剑英即于十二时同机飞往南京，分别向马歇尔和周恩来报告调查程序讨论取得之进展，并取得双方的批准。行前，张蕴钰对叶剑英说对冀东干部不熟悉，是否换一位比较熟悉冀东的同志作为先遣小组代表去安平？ 叶剑英问同行人员杨尚德中校是否熟悉冀东情况。杨尚德回答说没去过冀东，但是认识几个人。叶剑英决定对换二人工作，张蕴钰随同去南京。叶剑英飞走后，陈士榘指示杨尚德不要从平津公路直接去安平，要走通县、三河县到香河县（冀东14军分区驻地）。经军调部三方参谋长罗瑞卿、海斯凯、蔡文治磋商同意了通县路线。当天晚上先遣小组住在三河县城，第二天到香河县城，住在了放暑假的香河女子中学。杨尚德让副代表辛毅陪同美方、国方代表，自己去了军分区司令部，见到副司令王智涛与一位地委副书记，修改了一份拟好的稿子，检查布置的人证和物证，忙活了一通宵。第三天出发去安平镇，在离安平15华里的北运河边，河对岸是国军第92军第56师作战展开的一个营。进安平镇时，国方的香河县长向先遣小组递交控诉共军游击队埋雷炸人抢粮的“万民折”。
8月16日上午，叶剑英、饶伯森从南京返回北平，再度举行三人委员会第二十二次会议，有关小组调查程序的协议才告正式通过和生效。执行小组调查工作从8月17日才正式开始。军调部派加强小组（共方代表陈士榘）赴安平。8月17日第二十五小组开始按照三方议定之程序，听取证人证言。首先从8月17日开始、至20日才结束的聆讯美方证人傅瑞慈、丢克、肯尼迪和美陆战队驻津第一营营长贝尔查中校（Chales·Bell）的证言。美方证人在质询中陈述的大都是亲身经历，因此只有因当事人不同，看到的战场情况略有差别，整个事件的起因、过程和车队整体的情况，没有编造的痕迹。 
8月19日召开联络小组会议，出席的有第14军分区司令员曾雍雅、副司令员王智涛，国方米阴庭上校、王其昌，美方不详，讨论了第25小组在香河县的开会时间、地点。
8月21日下午，军调第二十五小组及随员三十余人抵达香河县城，成员有中共代表黄逸峰少将，副代表雷任民。国方代表张叔衡。美方代表戴维斯。8月22日在香河中学召开听证会，听取了共方五个证人第十四军分区副司令员王智涛、第五十三团副团长彭光、该团五连连长李庆春、通县大队2连5班长王恩潭、安平哨兵马德明、何卓然（香河县第三区区长）、王槐邻（村民）、高玉成（小商人）、曹汝明（农民）的证词。 。
8月23日下午军调第二十五小组分组抵达香河，从24日开始调查。组成人员为：
- 美方的沙文（Chauvin）上校等五人
- 国方吴能定中校、译员张义、联络官史子钧少校三人
- 共方武可久上校、参谋金子谷少校和译员杨诚。

第二十五小组分组在24、25日两天听取共方报告，26、27日两天听取国军第142师刘师长报告及证人班长儒（国民党香河县县长）、曹玉亭（商民）、谢广山（牛车主）的证词。曹玉亭在报告时声称看到共军缴获两辆美国军用吉普车，并由共军捉走的两个美国兵帮着开走的。此说一出，全场哗然，在场的中外记者纷纷拍照，竞相询问细节。因为事件发生后，美海军陆战队从未提到过有两名美国士兵被俘或失踪的情况。美方代表反复询问曹，曹却一口咬定，坚不改口。最后美方代表愤愤地要求休会。中共代表则抓住这一虚假证词，反对休会，直言这样将使该证人有充分时间篡改证词。美、国两方藉口共方不信任证人，强令休会。28、29两天分析对比国共报告的异同。30、31、1日三天在双方地区调查证人。9月2日该分组调查工作结束。
8月31日，美中签订了《中美剩余战时财产出售协定》，原值8亿多美元的美国在西太平洋的剩余物资，如大批卡车、交通器材及军用被服等，以1.75亿美元的廉价转让给了国民党政府。最终三方联合调查破裂。1946年9月4日，军调部国方单独公布了其调查报告。随后美方也单独公布了自己的调查报告。9月9日共方也单独公布了调查报告。
1946年9月中旬，马歇尔下令撤走驻秦皇岛和塘沽之间的美国海军陆战队。

## 文化影响
- 电影故事片《停战以后》，北京电影制片厂1962年出品。